# Piotr Drwal
Piotr Drwal (ur. 9 listopada 1973) – polski lekkoatleta, specjalizujący się w biegach długodystansowych.

## Osiągnięcia
- Mistrzostwa Polski seniorów w lekkoatletyce (7 medali)[1]
  - Żagań 1999 – srebrny medal w biegu przełajowym na 12 km
  - Kraków 2000 – złoty medal w biegu na 5000 m
  - Piła 2000 – brązowy medal w półmaratonie
  - Bydgoszcz 2001 – brązowy medal w biegu na 10 000 m
  - Kraków 2001 – złoty medal w biegu przełajowym na 12 km
  - Piła 2004 – złoty medal w półmaratonie
  - Piła 2007 – brązowy medal w półmaratonie

- Halowe mistrzostwa Polski seniorów w lekkoatletyce (1 medal)[2]
  - Spała 1999 – brązowy medal w biegu na 3000 m

## Rekordy życiowe
- bieg na 3000 metrów
  - stadion – 7:59,68 (Warszawa 1999)
  - hala – 8:13,91 (Spała 2002)
- bieg na 5000 metrów
  - stadion – 13:52,15 (Sopot 1998)
- bieg na 10 000 metrów
  - stadion – 28:43,24 (Bydgoszcz 2001)
- półmaraton – 1:03:45 (Września 2001)
- maraton – 2:18:20 (Poznań 2006)